# Androniscus roseus
Androniscus roseus är en kräftdjursart som först beskrevs av Koch 1838.  Androniscus roseus ingår i släktet Androniscus och familjen Trichoniscidae. Arten har ej påträffats i Sverige.

## Underarter
Arten delas in i följande underarter:
- A. r. taurinorum
- A. r. roseus
- A. r. microcavernicolus
- A. r. hamuligerus
- A. r. buccariensis
- A. r. borgotarensis